# 植草ひろみ
植草 ひろみ（うえくさ ひろみ）は、日本のチェリスト。聖徳大学音楽学部の兼任講師（〜2014年度まで）。

## 経歴
千葉県船橋市出身。11歳よりチェロを始め、東京芸術大学音楽学部附属音楽高等学校に進学して同大学器楽科のチェロ専攻に進んだ。在学中には3年連続してザルツブルク・モーツァルテウム大学が開催する夏期国際音楽アカデミーに参加し、弦楽四重奏団メンバーとして同地のコンサートにも出演した。
東京芸術大学卒業後は新日本フィルハーモニー交響楽団に入団した。在団中には小澤征爾やロストロポーヴィチなどに影響を受けた。また在団中には2年にわたりシンシナティに留学し、リサイタルの開催やアスペン音楽祭での演奏も経験している。
留学中は幼馴染であるハープ奏者早川りさこと同居し、チェロとハープで弾ける作品を探して演奏していたという。植草と早川はその後も友人として、長年にわたり付き合いを続けている。
新日フィルには10年間在籍した後、1997年に退団した。同年アストル・ピアソラの曲を集めたCD"Cafe 1930"をリリースし、東京オペラシティのリサイタルホールでCD発売記念コンサートをおこなった。植草はこのCDを携え、ピアソラの親友でピアソラの全音楽について編曲権を持つブエノスアイレスのチェリスト・作曲家であるホセ・ブラガートを訪ねて教えを受ける。その後植草は各地のコンサートでピアソラ及びブラガートの作品を演奏し、その中には日本初演となったものもある。
フリーとなって以後の活動としては、NHK-FM放送の「午後のリサイタル」やカーネギー・ホールで行われた高橋キヨシのアルバム『Viva Latina』発売記念コンサートなどへの出演、国内外のアーティストとの録音や、草月ホールでのリサイタルなどがある。
2003年には3月22日から4月16日に亘り、全国9箇所で行われ「a Wish to the Moon」のタイトルでDVDともなった久石譲と9人のチェリストのコンサート・ツアーに参加した。
2011年8月には朝日放送ABCラジオのThe Music Nowへ2週にわたって出演し、自身のアルバム「いつかの美しい日のように」から演奏を行った。
また、同年12月25日にも出演し、番組パーソナリティ髙橋キヨシと共演した。
近年は聖徳大学の兼任講師として室内楽演習・合奏演習を担当し、後進の指導にあたる他、
早川りさことのデュオコンサート"Sound of the Sky"をはじめとした幅広い演奏活動を行っている。
2015年1月21日早川りさことのハイレゾ・サラウンド・ミニ・ライブ・アルバム「Song of the Heart」をリリース。
2015年作曲家でピアニストの中村由利子とユニット「Liberoba-リベロバ」を結成。CDのリリースやコンサート活動を開始した。。
また2015年5月よりレギュラーのラジオ番組「今宵もリベロバ」をFM湘南ナパサで始めた。
2019年1月よりRadio NRT（ラジオ成田）から放送。。
2015年10月30日早川りさことのハイレゾ・サラウンド・アルバム「Sound of the Sky」をリリース。
12月24日にはCDでもリリースされた。
2017年3月30日東京藝術大学音楽学部附属音楽高等学校（藝高）同級生4人によるチェロカルテット「超チェロ組」（菊地知也、渡邉辰紀、渡部玄一、植草ひろみ）のハイレゾ・サラウンド・アルバム「超チェロ組」をリリース。
6月7日にCDもリリース
2018年3月3日全曲植草ひろみ自身の作曲による、CD「Dreaming」をリリース。
2019年9月7日リベロバの2ndアルバム「今宵もリベロバ イメリク集」をリリース。
このアルバムの中の２曲「ドライブとお気に入りの風景（植草ひろみ作曲）」「心浮き立つ金曜の夜（中村由利子作曲）」がABCラジオ「Changeの瞬間（とき）～がんサバイバー ストーリー〜」のテーマ曲に採用された。。
2021年4月8日よりヴァイオリニスト松野迅とラジオ番組「Peacelly Music」（Radio NRT（ラジオ成田））を開始。。
2022年6月10日ラジオ番組「Peacelly Music」のテーマ曲や生演奏を集めたCD「音楽の花束4 Special ピースリー・ミュージック」をリリース。
2023年7月23日全曲植草ひろみ自身の作曲による第2弾CD「La Vie」をリリース。

## 主なコンサート
- 1997年12月11日「Cafe 1930 CD発売記念コンサート」東京オペラシティリサイタルホール
- 1999年7月22日「植草ひろみ Cello Presents」草月ホール
- 2009年8月5日「Sound of the Sky in 近江楽堂 Vol.1～チェロとハープのデュオコンサート～」東京オペラシティ内近江楽堂
- 2011年9月22日「Sound of the Sky in 近江楽堂 Vol.2～チェロとハープのデュオコンサート～」東京オペラシティ内近江楽堂
- 2012年4月15日「Graceful Cello by 植草ひろみ in 市川市 木内ギャラリー Vol.1 with 德川眞弓」 市川市木内ギャラリー
- 2012年7月29日「Graceful Cello by 植草ひろみ in 市川市 木内ギャラリー Vol.2 with 早川りさこ」 市川市木内ギャラリー
- 2013年2月23日「植草ひろみ Graceful チェロ Concert～美しき日の思い出～」東京文化会館小ホール
- 2013年12月23日「Graceful Cello by 植草ひろみ in 市川市 木内ギャラリー Vol.3 with 早川りさこ〜クリスマスコンサート〜」市川市木内ギャラリー
- 2014年7月4日「アルゼンチン・ナイト／Duo E-vita（植草ひろみ+鈴木美奈子）」アート・カフェ・フレンズ
- 2014年10月10日「アルゼンチン・ナイト／Duo E-vita（植草ひろみ+鈴木美奈子）」すみだトリフォニーホール 小ホール
- 2015年3月15日 「Graceful Cello by 植草ひろみ in 市川市木内ギャラリーVol.4 with 早川りさこ」　市川市木内ギャラリー
- 2015年6月18日「Liberoba The Concert」（中村由利子+植草ひろみ）東京文化会館小ホール
- 2016年2月4日「リベロバ・ナイト／Liberoba（中村由利子+植草ひろみ）」すみだトリフォニーホール 小ホール
- 2017年1月5日「幼なじみの二人が紡ぐ天空の調べ Sound of the Sky／早川りさこ＆植草ひろみ」東京文化会館小ホール
- 2018年2月17日「奇跡のチェロカルテット"超チェロ組”コンサート」（植草ひろみ+菊地知也+渡部玄一+渡邉辰紀）鎌ケ谷市きらりホール
- 2018年4月22日「植草ひろみアルバム発売記念ライブ"Dreaming”」六本木クラップス
- 2018年10月26日「植草ひろみCello Gallery part1」東京オペラシティ内近江楽堂
- 2019年5月25日「超チェロ組 Go! Go! Concert」六本木クラップス
- 2019年6月23日「Graceful Cello by 植草ひろみ in 市川市 木内ギャラリー Vol.5 with 佐藤美由紀」　市川市木内ギャラリー
- 2019年7月21日「Je t'attends à Meillers（メイエで君を待つ）植草ひろみソロコンサート」フランス　メイエ村　サンジュリアン教会
- 2019年11月13日「植草ひろみ「注文の多い!コンサート」」すみだトリフォーニーホール 小ホール
- 2020年10月31日「植草ひろみ「注文の多い!!コンサート」」すみだトリフォーニーホール 小ホール
- 2021年5月30日「植草ひろみ Graceful チェロ Concert」船橋市民文化創造館　きららホール
- 2021年10月3日「音楽の宝石箱3"超チェロ組”」（植草ひろみ+菊地知也+渡部玄一+渡邉辰紀）鎌ケ谷市きらりホール
- 2022年5月30日「チェロ de タンゴ 植草ひろみ Graceful チェロ Concert」船橋市民文化創造館　きららホール
- 2023年7月23日「植草ひろみチェロリサイタル　セロ弾きの舞音日和」王子ホール（東京・銀座）
- 2024年6月1日「植草ひろみ Graceful チェロ Concert in 浄勝寺」（千葉県船橋市）
- 2024年9月16日「音楽の宝石箱13"超チェロ組”」（植草ひろみ+菊地知也+渡部玄一+渡邉辰紀）鎌ケ谷市きらりホール

## ディスコグラフィ

### 自己作品
- 1997年 CD「Astor Piazzolla "Cafe 1930"」
- 2011年7月27日 CD「いつかの美しい日のように」
- 2015年1月21日ハイレゾ・サラウンド・ミニアルバム「Song of the Heart／植草ひろみ 早川りさこ」

　　　2015年6月26日HPL5「Song of the Heart／植草ひろみ 早川りさこ」
- 2015年6月18日CD「THIS IS LIBEROBA／Liberoba（中村由利子 植草ひろみ）」
- 2015年10月30日ハイレゾ・サラウンド・アルバム「Sound of the Sky／植草ひろみ 早川りさこ」

　　　2015年10月30日HPL5「Sound of the Sky／植草ひろみ 早川りさこ」
　　　2015年12月24日CD「Sound of the Sky／植草ひろみ 早川りさこ」
- 2017年3月30日ハイレゾ・サラウンド・アルバム「超チェロ組（菊地知也、渡邉辰紀、渡部玄一、植草ひろみ）」

　　　2017年3月30日HPL5「超チェロ組（菊地知也、渡邉辰紀、渡部玄一、植草ひろみ）」
　　　2017年6月7日CD「超チェロ組（菊地知也、渡邉辰紀、渡部玄一、植草ひろみ）」
- 2018年3月3日CD「Dreaming」

　　　2019年9月8日「C'est la vie. "10years of history" Pressed Book - Single CD「C'est la vie.」　　
- 2019年9月7日CD「今宵もリベロバ イメリク集／Liberoba（中村由利子 植草ひろみ）」
- 2022年6月10日CD「音楽の花束4 Special ピースリー・ミュージック（松野迅 植草ひろみ）」
- 2023年7月23日CD「La Vie」

### 参加作品
- 1997年5月21日 CD「VIVA LATINA／髙橋キヨシ」
- 2002年 CD「ファンタジア／遠藤隆己」
- 2003年6月25日 DVD「a Wish to the Moon／久石譲」
- 2005年 CD「四季（ヴィヴァルディ）／本庄篤子・リマト室内合奏団」
- 2007年 CD「歌・薫る／西野薫」
- 2014年7月1日 CD「ワスレナイ／中村雅俊 MASATOSHI NAKAMURA 40th Anniversary」
- 2016年11月18日 CD「Mio Tesoro-宝物-／河内夏美」
- 2017年4月10日 CD「Eternal Dream／中村由利子」
- 2019年4月11日 CD「Angélique Danse／岩崎明子」
- 2019年4月17日 CD「Tango Blood Moon at The GLEE／香坂優」
- 2019年5月12日 CD「PASSION／松野迅」
- 2020年10月15日 CD「音楽の花束／松野迅」